# Francesco III Ordelaffi
 (juillet 2024).
Francesco III Ordelaffi (1349 – 1405), connu aussi sous le nom de Cecco III est un noble italien qui vécut au XIVe siècle, appartenant à la famille des Ordelaffi de la ville de Forlì.

## Biographie
Fils de Giovanni Ordelaffi et de Taddea Malatesta, Francesco III Ordelaffi épousa Catherine Gonzague.
Dans les années 1390, il fit alliance avec Antonio II da Montefeltro contre les Malatesta (Carlo, Andrea et Pandolfo) puis, dans les luttes de la Maison d'Este aida Azzo X d'Este dans son essai infructueux de reprendre Ferrare au jeune Nicolas III d'Este
Il devint seigneur de Forlì en 1402, à la mort de son frère Pino II Ordelaffi et reçut le titre de vicaire pontifical de Boniface IX.
Les dernières années de son règne furent marquées par la cruauté et les assassinats politiques. Quand en 1405, alors qu’il était gravement malade, il essaya de faire ratifier la nomination de son fils Antonio comme successeur, la population de Forlì se souleva et le tua.
Forlì proclama alors la république et rétablit le pouvoir communal pour plusieurs années jusqu’au retour des Ordelaffi en 1411.